# Dasychira callipepla
Dasychira callipepla är en fjärilsart som beskrevs av Collenette 1960. Dasychira callipepla ingår i släktet Dasychira och familjen tofsspinnare. Inga underarter finns listade i Catalogue of Life.